# Вооружённые силы Ватикана
Современные Вооружённые силы Ватикана состоят из Швейцарского гвардейского корпуса. Исторически существовало множество других воинских формирований. Кроме Швейцарской гвардии, последние остававшиеся воинские формирования — Дворянская гвардия и Палатинская гвардия, были упразднены папой римским Павлом VI в 1970 году.
На военную службу на добровольной основе призываются получившие среднее образование мужчины-швейцарцы только католического вероисповедания в возрасте от 19 до 30 лет; мужское население воинской повинности не подлежит.
Формально в процентном соотношении Ватикан является самым милитаризованным государством в мире. По данным 2005 года, из 557 граждан 101 являются военными на действительной службе, что составляет 18 % населения, а это более чем в три раза перекрывает показатели второго по милитаризации государства мира — Северной Кореи (4,9 %).

## Список ватиканских воинских формирований
- Дворянская гвардия, папская конная гвардия (упразднена в 1970 году).
- Швейцарская гвардия, папская гвардейская пехота (ныне действующая).
- Палатинская гвардия, папская милиция (упразднена в 1970 году).
- Корсиканская гвардия, папская милиция (упразднена в 1860 году).
- Папские Зуавы, силы обороны Папской области (упразднены в 1870 году).
- Корпус жандармов, пограничная служба и военная полиция (упразднена в 1970 году). Новая единица с точно таким же названием была учреждена в 2002 году со штатом численностью 130 человек. Однако она официально классифицируется как гражданская организация (наряду с Ватиканской пожарной командой).

## Офицерские звания
С 1970 года Швейцарская гвардия является единственным воинским формированием Ватикана. Зафиксированные офицерские звания являются таковыми Швейцарской гвардии. Капеллан гвардии занимает место подполковника. Командир (который имеет звание полковника) — старший член Папского Дома; в годы командования Швейцарской гвардией в центре штандарта высится его личный герб или эмблема.
- Лейтенант (нем. Leutnant);
- Старший лейтенант (нем. Oberleutnant);
- Капитан (нем. Hauptmann);
- Майор (нем. Major);
- Подполковник (нем. Oberstleutnant);
- Полковник (нем. Oberst);

1. Полковник — высшее звание в вооружённых силах Ватикана. Генеральские звания отсутствуют.
2. Имеется только один полковник — командир Швейцарской гвардии.
3. Два подполковника — заместитель командира и капеллан Швейцарской гвардии.
4. Начиная с упразднения других воинских формирований в 1970 году, Швейцарская гвардия является единственным по сей день действующим воинским формированием Ватикана.

## Нейтралитет
В Латеранском договоре, подписанном в 1929 году с Италией, было сказано, что «Папа Римский обещал вечный нейтралитет в международных отношениях и воздержание от посредничества в спорах, если это специально не было запрошено всеми сторонами», что сделало Ватикан с тех пор нейтральным.